# 史朝寀
史朝寀（1527年1月10日—？），字升之，號昇斋，福建晉江平易里（今泉州市鯉城區西街）人，祖籍浙江鄞縣（今寧波），明朝政治人物，進士出身。

## 生平
嘉靖三十一年（1552年）中壬子科福建鄉試第二十一名舉人。嘉靖三十五年（1556年）登丙辰科進士。工部观政，官戶部主事。

## 家族
曾祖史騭、祖父史時泰、父史宏璨。前母洪氏；母黃氏。子史继佚、史继脩、史继保。